# Monsonia natalensis
Monsonia natalensis är en näveväxtart som beskrevs av Paul Erich Otto Wilhelm Knuth. Monsonia natalensis ingår i släktet hottentottnävor, och familjen näveväxter. Inga underarter finns listade i Catalogue of Life.